# タルムシュテット
タルムシュテット (ドイツ語: Tarmstedt) は、ドイツ連邦共和国ニーダーザクセン州のローテンブルク（ヴュンメ）郡に属す町村（以下、本項では便宜上「町」と記述する）で、ザムトゲマインデ・タルムシュテットを構成する町村の一つである。この町はアウトバーンA1号線北側のトイフェルスモーア（悪魔の湿地）周縁部に位置する。

## 行政

### 議会
この町の町議会は15議席からなる。

### 紋章
この町の紋章は、緑地に銀の斧。斧の下には重なり合った2本の金の輪がある。

## 文化と見所

### 音楽
1993年からタルムシュテット教会少年少女合唱団がある。この合唱団はゴスペルや教会典礼音楽を歌う。

### スポーツ
この町にあるスポーツクラブが、タルムシュテット体操スポーツクラブ 1908 e.V.（略して TuS タルムシュテットと呼ばれる）である。TuS タルムシュテットは、多くの種目を備えた大衆的なスポーツクラブで、1200人の会員を擁している。クラブは、4面の芝生グラウンド施設を持ち、このうち3面に人工照明があり、1面には大きなクラブハウスがある。体育館は、町立の大きな体育館を使用する。

### 年中行事
1949年から毎年4日間タルムシュテット展が開催される。この催しは、10万人の来客者を集める農業、機械、道具の展示会で、家族向け娯楽プログラムも用意されている。2004年からは野外コンサート「Rock den Lukas」も開催されている。このコンサートでは、Sub7even や ジェニファー・ロストックといった、有名・無名のバンドが演奏を行う。

## 経済と社会資本

### 交通
この町は、ブレーメンやツェーフェンへ通じる州道L133号線沿いに位置する。
タルムシュテットとブレーメンの間には、1900年から1956年までブレーメン - タルムシュテット軽便鉄道が通っていた。この全長27kmの路線は、タルムシュテットからトイフェルスモーアを通り、ヴォルプハウゼンやリリエンタールを経由してブレーメンに達していた。

## 引用
1. ↑  Landesamt für Statistik Niedersachsen, LSN-Online Regionaldatenbank, Tabelle A100001G: Fortschreibung des Bevölkerungsstandes, Stand 31. Dezember 2023